# 飯島忠夫
飯島 忠夫（いいじま ただお、1875年2月3日 - 1954年9月27日）は、日本の東洋史学者。

## 来歴
長野県松代町（現長野市）の旧松代藩士の家に生まれる。祖父は藩の故実家・飯島勝休。小学校卒業後、母校で雇として教えるかたわら、外祖父で旧藩上級藩士の長谷川昭道に漢学を師事、1901年上京し旧制錦城中学に編入、翌年卒業。臨時お茶の水第一教員養成所に入り、1904年卒業し学習院中等科教授、1937年（昭和12年）まで務めた。東京帝国大学選科修了。帝大では上田万年に師事した。東宮御学問所御用掛も務めた。1929年（昭和4年）「支那古代史論」で東京帝大文学博士。中国古代史、暦法研究のほか、郷土の人物として佐久間象山も研究した。
1936年（昭和11年）には『国体の本義』編纂委員（漢字担当）を務めた。
学習院名誉教授となる（時期不詳）。第二次世界大戦後は、長野市に戻る。1947年（昭和22年）10月12日、昭和天皇が長野市を訪問（昭和天皇の戦後巡幸）した際には、宿泊所の善光寺にて拝謁する機会を得た。

## 栄典
- 1940年（昭和15年）8月15日 - 紀元二千六百年祝典記念章[5]

## 著書
- 『支那古代史論』東洋文庫論叢 1925
- 『支那暦法起原考』岡書院 1930
- 『支那の暦法』東亜研究講座 東亜研究会 1931
- 『易経研究』信濃教育会 1932
- 『孝経講話 聖典講義』日本放送出版協会 1934
- 『左伝釈義』弘道館 1934
- 『皇道思想の覚醒』日本文化協会出版部 日本文化小輯 1935
- 『中朝事実講話』章華社 1935
- 『論語講義』信濃教育会下伊那部会 1936
- 『日本の儒教』国体の本義解説叢書 教学局 1937
- 『象山佐久間先生』象山神社奉賛会 1938
- 『近思録』大東出版社 1939
- 『支那古代史と天文学』恒星社 1939
- 『天文暦法と陰陽五行説』恒星社 1939
- 『長谷川昭道の皇道述義』日本精神叢書 教学局 1939
- 『佐久間象山の省諐録』日本精神叢書　内閣印刷局 1940
- 『古代世界文化と儒教』中文館書店 東洋学芸叢刊 1946
- 『日本上古史論』中文館書店 1947
- 『飯島忠夫著作集』全4巻　第一書房

1　支那古代史論 補訂　1980
2　支那暦法起源考 1979
3　支那古代史と天文学　1982
4　天文暦法と陰陽五行説 1979

### 共著編
- 『新観大学中庸』宇野哲人共著 三省堂 支那哲学思想叢書 1931
- 『新定論語・孟子鈔』編 日本大学出版部 1933
- 『漢籍を語る叢書 第9巻』「近思録」飯島忠夫「伝習録」山田準 大東出版社 1935
- 『杜詩索引』福田福一郎共編 松雲堂書店 1935
- 『長谷川昭道伝』訂再版 編 信濃教育会埴科部会 1935

### 訳・校訂
- 『道教聖典』小柳司気太共訳 世界聖典全集 世界文庫刊行会 1923　心交社で復刊
- 西川如見『町人嚢・百姓嚢長崎夜話草』西川忠幸共校訂 岩波文庫 1942
- 佐久間象山『省諐録』訳註 岩波文庫 1944
- 西川如見『日本水土考・水土解弁・増補華夷通商考』西川忠幸共校訂 岩波文庫 1944